# Ali Lamine Zeine
Ali Mahamane Lamine Zeine (ur. w 1962 r. w Zinder) – nigerski polityk i ekonomista, minister gospodarki i finansów Nigru (2002–2010 i od 2023). 
Po przejęciu władzy przez juntę wojskową w sierpniu 2023, mianowany premierem rządu Narodowej Rady Obrony Ojczyzny. 

## Życiorys
Ali Lamine Zeine urodził się w 1962 roku w mieście Zinder w Nigrze. Ukończył studia w Centrum Studiów nad Ekonomią i Bankowością w Marsylii, a także Université Panthéon-Sorbonne w Paryżu. Pracował jako przedstawiciel Afrykańskim Banku Rozwoju w Czadzie, Wybrzeżu Kości Słoniowej oraz Gabonie.
Początkowo pełnił funkcję dyrektora biura prezydenta Mamadou Tandji. Wszedł w skład rządu 24 października 2003 jako minister gospodarki i finansów.
Został oskarżony o defraudację środków finansowych otrzymanych w wyniku umowy Nigru z Chińską Republiką Ludową przez dziennikarza Boussadę Ben Alego, który został aresztowany 23 stycznia 2009 i skazany 6 lutego 2009 przez sąd na trzy miesiące więzienia za rozpowszechnianie fałszywych informacji.
W 2010 roku w wyniku zamachu stanu rząd prezydenta Tandji został rozwiązany. Ali Lamine Zeine, postrzegany przez puczystów jako jeden z kluczowych współpracowników obalonego prezydenta pozostał jako jeden z trzech ministrów w areszcie domowym po uwolnieniu pozostałych członków rządu. Zdaniem jednego z przywódców zamachu stanu, pułkownika Djibrilli Himy Hamidou „pozostawienie ministrów pod nadzorem było konieczne w celu zapewnienia im bezpieczeństwa”. Partia rządząca w Nigrze przed zamachem stanu, Narodowy Ruch Rozwoju Społeczeństwa, domagała się uwolnienia prezydenta Tandji, Alego Lamine Zeine i pozostałych ministrów.
Od 8 sierpnia 2023 Ali Lamine Zeine pełni urząd premiera Nigru, a 10 sierpnia tego samego roku został mianowany na urząd ministra finansów w rządzie powołanym po zamachu stanu w 2023 roku.